# 合
合（ごう）は、尺貫法における体積の単位である。
升の10分の1で、勺の10倍である。日本では、明治時代に1升=約1.8039リットルと定められたので、1合は約0.18039リットル（180.39ミリリットル）となる。中国では、1升=1リットルであるので、1合は100ミリリットルとなる。なお、中国語で「合」は通常「hé」であるが、体積の単位の場合は「gě」になる。
漢代の長さの標準器であった黄鐘管を満たす水の量（これを表す単位名を「龠」と呼んだ）の2倍の量に由来するもので、2倍であるので「合」という名称となった。後に升と関連づけられてその10分の1の量とされるようになった。そこから「合」自体が「10分の1の量」という意味となり、下記のような地積（面積）の単位や斤基準の質量の単位、や登山道の目安を表す単位が生まれた。いずれも、その10分の1を勺としている。
- 尺貫法における面積の単位。坪（歩）の10分の1で、約0.3306平方メートル。
- 砂糖などの斤を基準とした質量の単位。斤の10分の1で60グラム。
- 登山道の到達の目安を示す単位。麓から頂上までを10合に分けるが、単純に高さや距離で等分しているのではなく、実際に歩いて登る際に要する時間がおおよその基準になっているため、険しい場所や坂の急な場所では1合の長さが短くなる。

近代の中国では、常用されていない単位であるが、メートル法での100mLに当たるデシリットル（dL）に「合」の字を当て「公合」と称していたことがあり、市制の「市合」も同じ値である。

## 米・酒
日本では商取引での尺貫法の単位の使用は法律上禁止されているが、今日でも、日本酒や焼酎の販売は主に1合（180ミリリットル）単位で行われている。また、1合の米は標準的な1食分の分量となっており、1合を量るための計量カップが広く使われている。米1合炊くのに必要な水の量も約1合である。なお、目盛の表記に合を使用すると計量法違反となるため、数字だけの表記で対応している。
アルコール摂取量の基準を示す1単位は、アルコール分15%の日本酒1合に含まれる純アルコール量である20gと定義されている。

### 米の一合の質量
単位換算では米1俵 = 60kgであり、また1俵 = 4斗 = 40升 = 400合 であるので、割り算して(60kgの400分の1 = 150g)で、 1合 = 150g となる。キロに換算すれば、1kgの米は、6.6合強（1000÷150 = 6.666...）である。
実測値は精米の状態により異なる。また水分含有量によっても変化する。古米は乾燥して水分が少ないので、新米より軽い。
- 籾1合（約110g）→精製→生玄米0.5合（約78g）+ 籾殻0.5合（約32g）
- 生玄米1合（約156g）→精製→生白米5/6合（約125g）+ 糠1/6合（約31g）（湿潤時の場合）
- 生白米1合（約150g）
- 炊飯すると、体積・重量とも約2.2倍に増加する。約150gの白米1合を炊飯すると、約330gになる。

米1,000粒が22 - 23gであるから、22.5gとして計算すると、1合は6,666粒ぐらいである。